# Bistum Punta Arenas
Das Bistum Punta Arenas (lat.: Dioecesis Punta Arenas, span.: Diócesis de Punta Arenas) ist eine in Chile gelegene Diözese der römisch-katholischen Kirche mit Sitz in Punta Arenas.

## Geschichte
Das Bistum Punta Arenas wurde am 4. Oktober 1916 durch Papst Benedikt XV. aus dem Gebiet der Apostolischen Präfektur Patagonien als Apostolisches Vikariat Magallanes-Islas Malvinas errichtet.
Am 27. Januar 1947 wurde das Apostolische Vikariat Magallanes-Islas Malvinas durch Papst Pius XII. mit der Päpstlichen Bulle Ut in amplissimo Patagoniae Chilensis territorio zum Bistum erhoben und in Bistum Punta Arenas umbenannt. Das Bistum ist dem Erzbistum Puerto Montt als Suffraganbistum unterstellt.

## Ordinarien

### Apostolische Präfekten von Magallanes
- José Fagnano SDB, 1883–1916, Präfekt ohne Bischofsweihe

### Apostolische Vikare von Magallanes-Islas Malvinas
- Abraham Aguilera Bravo SDB, 1916–1924, dann Bischof von San Carlos de Ancud
- Arturo Jara Márquez SDB, 1926–1938

### Bischöfe von Punta Arenas
- Vladimiro Boric Crnosija SDB, 1949–1973
- Tomás Osvaldo González Morales SDB, 1974–2006
- Bernardo Bastres Florence SDB, 2006–2021
- Óscar Hernán Blanco Martínez OMD, seit 2022